# 마토니아과
마토니아과(Matoniaceae)는 풀고사리목에 속하는 3개의 양치식물과 중의 하나이다. 2개 속에 5종을 포함하고 있으며, 동남아시아의 일부 지역에 제한적으로 분포한다.

## 하위 종
- Matonia  R.Br. ex Wall. 1829
  - Matonia pectinata  R. Br. 1829
  - Matonia sarmentosa  Baker 1887
  - Matonia foxworthyi  Copel. 1908
- Phanerosorus  Copel. 1909
  - Phanerosorus sarmentosus  (Baker) Copel. 1909
  - Phanerosorus major  Diels 1932

## 계통발생학적 관계
아래는 2011년 레토넨(Lehtonen) 등의 연구 결과를 토대로 풀고사리목에 속하는 식물 과들 사이의 계통발생학적 관계를 보여주는 분기도이다.
| 풀고사리과 | 6개 속 |
|            | 6개 속 |

| 마토니아과   | 2개 속 |
|              | 2개 속 |
| 디프테리스과 | 2개 속 |
|              | 2개 속 |

| 풀고사리과 | 6개 속 |
|            | 6개 속 |

| 마토니아과   | 2개 속 |
|              | 2개 속 |
| 디프테리스과 | 2개 속 |
|              | 2개 속 |